# Notoxus bipunctatus
Notoxus bipunctatus är en skalbaggsart som beskrevs av Louis Alexandre Auguste Chevrolat 1777. Notoxus bipunctatus ingår i släktet Notoxus och familjen kvickbaggar. Inga underarter finns listade i Catalogue of Life.